# 神津凛子
神津 凛子 (かみづ りんこ、1979年- ) は、日本の小説家。長野県出身。歯科衛生専門学校卒業。

## 人物
2018年『スイート・マイホーム』で第13回小説現代長編新人賞を受賞し、翌2019年、小説家としてデビュー。
読後に嫌な後味が残るミステリー小説を「イヤミス」と言うが、デビュー作『スイート・マイホーム』はそれを通り越して、世にもおぞましい「オゾミス」とのキャッチフレーズを担当編集者につけられる程の作品となっている。
幼少期からホラー小説やミステリー小説が好きで、『エルム街の悪夢』や『13日の金曜日』といった映画、その後スティーブン・キングの小説にひかれていくようになり、「日常生活と隣合わせたところに起こりうる恐怖を描く」キングの作品に大きな影響を受けたと言う。
初めて小説を書いたのは中学生の頃だったが、「地道に手に職をつけて働いていこう」と考えるようになり、それ以来執筆からは遠ざかっていた。40歳になり「人生の半分は生きた」と考えたときに、3人の子供たちの子育てが一段落したこともあり、執筆の再開を思い立ったと言う。

## 作品
- 『スイート・マイホーム』（2019年1月12日、講談社、ISBN 978-4-06-514177-9）
- 『ママ』（2020年1月8日、講談社、ISBN 978-4-06-517695-5）
- 『サイレント 黙認』（2021年7月14日、講談社、ISBN 978-4-06-522774-9）
- 『わたしを永遠に眠らせて』（2023年11月22日、幻冬舎、ISBN 978-4-34-404202-5）